# Gilbert (Caroline du Sud)
Pour les articles homonymes, voir Gilbert.
Gilbert est une ville située dans le comté de Lexington, dans l’État de Caroline du Sud, aux États-Unis. Lors du recensement de 2020, elle comptait 571 habitants.